# 1 500 mètres masculin aux Jeux olympiques de 1908 (athlétisme)
Pour un article plus général, voir Athlétisme aux Jeux olympiques de 1908.
Navigation
Saint Louis 1904 Stockholm 1912
L'épreuve du 1 500 mètres masculin aux Jeux olympiques de 1908 s'est déroulée les 13 et 14 juillet 1908 au White City Stadium de Londres, au Royaume-Uni. Elle est remportée par l'Américain Mel Sheppard.

## Résultats

### Finale
| Rang               | Athlète                     | Pays            | Temps        |
| ------------------ | --------------------------- | --------------- | ------------ |
| Médaille d'or      | Mel Sheppard                | États-Unis      | 4 min 03 s 4 |
| Médaille d'argent  | Harold A. Wilson            | Grande-Bretagne | 4 min 03 s 6 |
| Médaille de bronze | Norman Hallows              | Grande-Bretagne | 4 min 04 s 0 |
| 4                  | John Tait (en)              | Canada          | 4 min 06 s 8 |
| 5                  | Ivo Fairbairn-Crawford (en) | Grande-Bretagne | 4 min 07 s 6 |
| 6                  | Joe Deakin (en)             | Grande-Bretagne | 4 min 07 s 9 |
| —                  | Ernest Loney (en)           | Grande-Bretagne | DNF          |
| —                  | James Sullivan (en)         | États-Unis      | DNF          |